# Adolf Huber (Musiker)

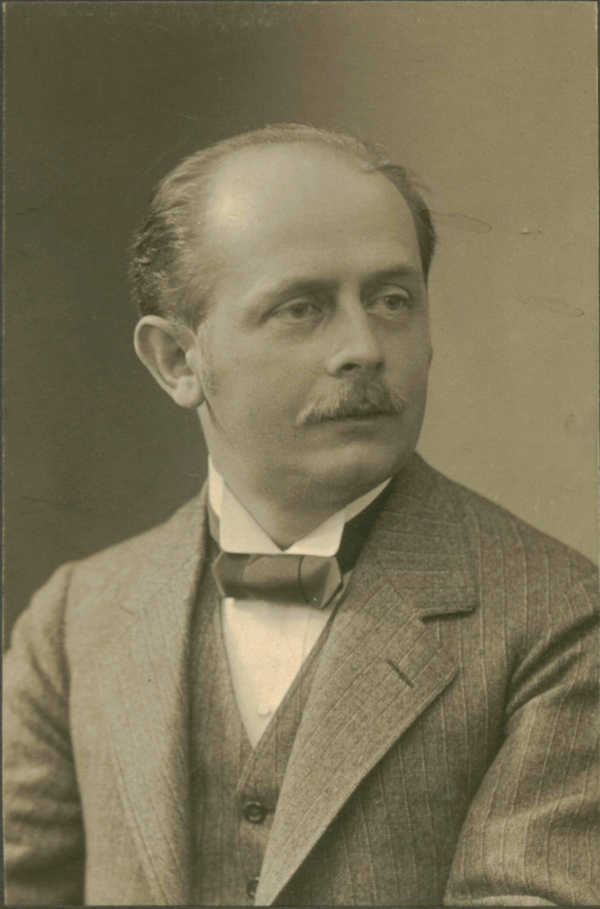
Gustav Adolf Huber

Adolf Huber (* 13. November 1872 in Magdeburg; † 1. November 1946 ebenda; vollständiger Name: Gustav Adolf Huber) war ein deutscher Musiker, Pädagoge und Komponist.

## Leben
Gustav Adolf Huber kam als zweites Kind einer Magdeburger Konditorfamilie zur Welt. Von 1888 bis 1892 studierte er Musik, zunächst an der Großherzoglichen Orchester-, Musik- und Opernschule in Weimar, später am Leipziger Konservatorium u. a. bei den herausragenden Geigern Carl Halir und Adolf Brodsky. Nach dem Studium trat er eine Stelle als 2. Geiger in Schweden an.
Von 1895 bis 1905 war er Dirigent des Gesangsvereins Robert Schumann in Magdeburg. 1909 vertrat er Rudolf Fischer für ein Jahr und übernahm schließlich selbst von 1910 bis 1920 die Leitung des Orchestervereins Magdeburg. Adolf Huber unterrichtete als Musiklehrer im Geigen- und Klavierspiel am Konservatorium als auch im privaten Umfeld. Huber komponierte zahlreiche Werke zumeist für die Musikpädagogik, die international oft gespielt werden.